# اوندژی ترویان
اوندژی ترویان (چکی: Ondřej Trojan؛ زادهٔ ۳۱ دسامبر ۱۹۵۹) بازیگر، کارگردان فیلم، و تهیه‌کننده فیلم اهل جمهوری چک است.
از فیلم‌هایی که وی در آن‌ها نقش داشته‌است، می‌توان به تدی خرسه، آماده مرگ!، تومان و کارت شناسایی اشاره نمود.